# ルノー・UE
ルノー UE（Renault UE Chenillette）は、フランスのルノー社が1930年代に開発、第二次世界大戦中に使用された装軌式の軍用小型装甲トラクターである。UEはルノー社による開発コードで、1932年に量産を開始、1937年に登場した改良型UE2を合わせ、1940年にかけて約5000両が生産された。フランス軍のほか、鹵獲したドイツ軍でも多用され、ルーマニアではライセンス生産も行われた。

## 開発
ルノー UEは、1920年代からフランス軍が進めてきた歩兵科の機械化構想に則り、その補給用の車輌として生み出された。手本となったのはイギリスのカーデン・ロイド豆戦車で、1931年、試作車6両が製作された。同時期にシトロエン、ブラント（ラティル）の2社でも同様の車輌が競作されたが、ルノーのものが選ばれ、「Chenillette de revitaillemont d'Infantrie modèle 1931 R（歩兵補給用小型装甲装軌車、ルノー製1931年型）」として制式採用された。
ルノー UEはカーデン・ロイド豆戦車の発展型と言える車輌だが、偵察任務用のマシンガン･キャリアとしての用途も考えられていたカーデン・ロイドと違い武装はなく、物資の運搬や小口径砲の牽引専門に作られていた。一方で、一部の型を除いてオープン・トップだったカーデン・ロイド豆戦車に対し、UEは上面も装甲されていた。エンジンは車体中央にあり、2名の乗員席はその左右にあった。車体上面は座った乗員の首の高さまでしかなく、外形上UEの最も目立つ特徴である、乗降ハッチに付けられた半球形のドームが乗員の頭部を保護していた。
車体後部には荷台があり、これは車内からの操作で後扉を開放するとともに後方に傾けることができ、乗員が外に身を晒さなくても物資を届けることができた。さらにオリジナルのカーデン・ロイド用のものとほぼ同じ、ルノー UKと呼ばれる専用の装軌式トレーラーが用意されていた。このトレーラーは、良路上では履帯を外して牽引することも可能だった。さらに長距離の移動用には、UE自体を搭載するトレーラーがあり、大型のトラック等で牽引できるようになっていた。
ルノーは第一次発注の60両を1932年10月までに引渡し、さらに追加注文を受けた。組立を行っていた同社のイシ・レ・ムリノー工場は1936年に国営化されAMXとなったが、同工場において、1937年までに約2200両が生産された。さらにフーガ、ベルリエの2社も生産に加わり、それぞれ約300両、約100両を生産した。

## UE2の登場

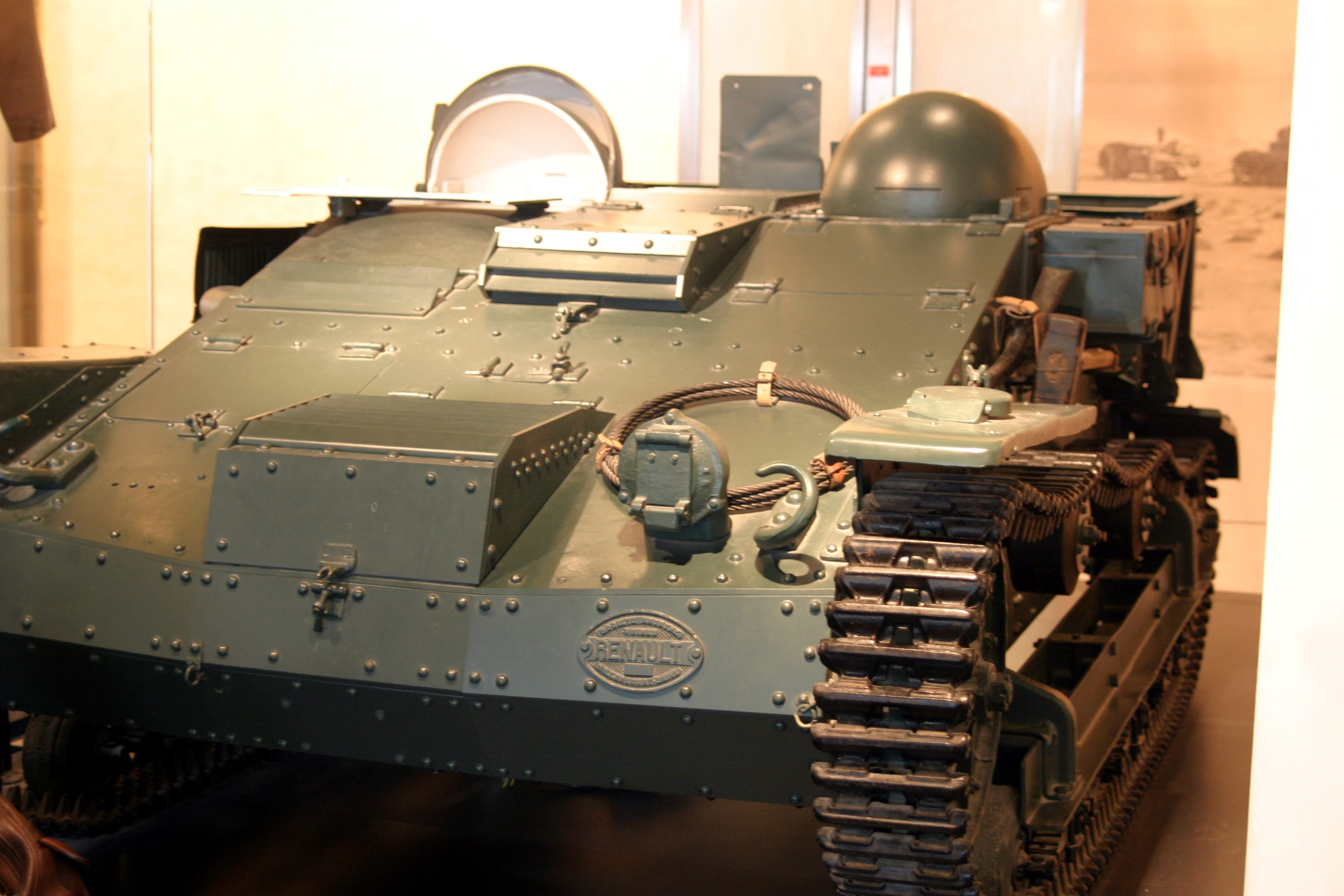
パリ、陸軍博物館のルノーUE。短いフェンダー、豚の尾形フックからUEであることが判る。

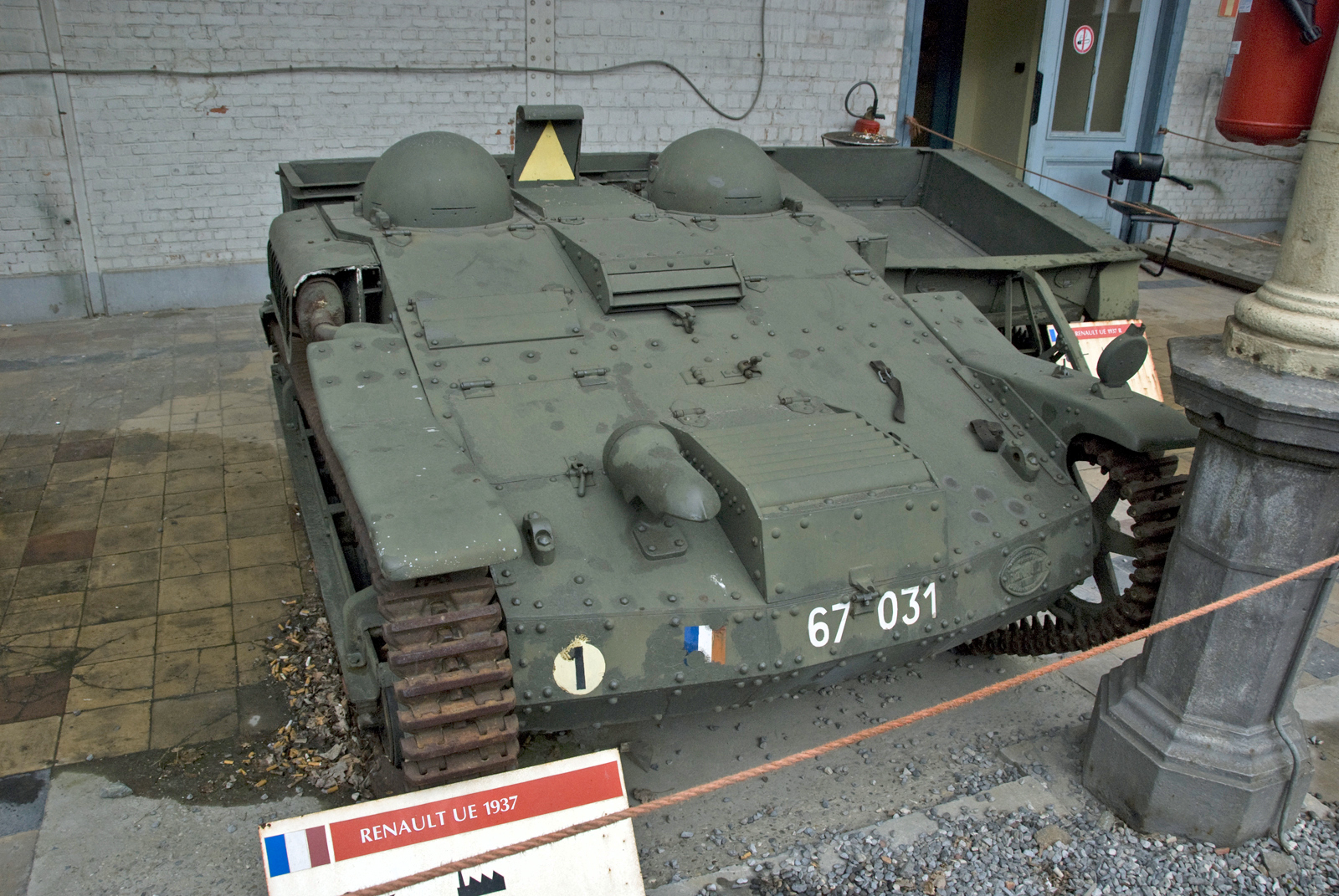
ブリュッセル、陸軍博物館の展示車輌。後方に延長されたフェンダー、ピントル（基部のみ）、管制型前照灯など、主にUE2になって導入された外形的特徴が確認できる。

1935年、さらなる軍の近代化・機械化が進められることとなり、その一環として、ルノーUEの後継車輌開発が決定した。これに応えたのはルノー、ロレーヌ、オチキス、フーガ、ベルリエの５社であった。
ロレーヌ社の試作車輌は、同時期に開発が進められていた中型の装甲牽引車、後のロレーヌ 37Lの小型版で、37Lでは片側3組のボギーが2組だった。オチキス、ベルリエの試作車はもっとUEに似通ったデザインで、しかしサスペンションはコイルスプリングのシザー式となっていた。フーガ製の試作車もUEに似たデザインだが、こちらはリーフスプリングのボギー式だった。これらの試作車は、1937年から1939年にかけて完成しテストされた。
一方でルノー社案のUE2は、既存のUEに小改良を施しただけのものだった。最大の違いは、UEで減速機付き・前進3速だったギアボックスを減速機無し・前進4速のものに変更したことで、これと合わせ、車体前部の牽引具も豚の尾形フックからピントル式に変更されていた。UEの後期型からの特徴、延長されたフェンダーや管制型前照灯も引き継がれた。
いずれにせよ、UEの後継と言うにはあまりに代わり映えのしない車輌ではあったが、それだけに他社の競作に比べ完成は早く、しかも生産ラインの変更が必要ないためにそのまま量産が可能というルノーの主張が容れられ、UE2は「Chenillette de revitaillemont d'Infantrie modèle 1937 R（歩兵補給用小型装甲装軌車、ルノー製1937年型）」として採用された。UE2はAMXで1080両以上、フーガで260両以上、ベルリエで210両以上が量産されている。
結局、1940年のナチス・ドイツのフランス侵攻までに、UE、UE2合わせ、約5000両が生産された。これらは、主にオチキス 25mm対戦車砲の牽引、物資の運搬に使用された。フランス戦後にUE/UE2を大量に鹵獲使用したドイツ軍では、以下のように評価している。
- 手頃で不整地でも扱い易く、装甲は薄く小銃弾や弾片を防御する程度しかないが、小型であるために標的になりにくい。そのため短距離の偵察、より最前線への物資や小口径砲の移送に向く。
- 一方、エンジンは低馬力でギア比の選択も悪いため過熱しやすく、低速で燃費も悪い（そのため長距離の偵察行には向かない）。サスペンションが硬くスプリング、履帯の破損を招きやすい。乗員席が狭く居住性に難あり。

## 豆戦車型UE
騎兵部隊用の偵察車輌として、1932年初頭に、1両のルノーUE（シリアルNo.77 982）が機銃付きの「全地形用軽機銃車（Automitrailleuse légère de contact tout terrain）」に改造された。これは車体右側の車長席に箱型の装甲を増設、前面に機銃用ボールマウントを設けたものであった。武装は7.5 mm MAC31機関銃 1挺を装備。ルノーUKトレーラーを牽引可能。本車は結局採用にはならず、より大型のルノーVM（後のAMR 33）が作られることとなった。
1936年8月、中国国民党政府より10両の機銃搭載型UEの発注があり、同様のAMX製固定戦闘室を搭載した「中国型」が製作された。残された写真資料から判断すると、初期のUE（シリーズ3）ベースで、角ばった防盾を備えたタイプが中国軍によって使用されている。一方、UE2ベースでボールマウントを備えたタイプも製作され、仏領コーチシナの植民地軍によって使用された。中国に到着するはずだった武装型UEが日本の干渉により足止めされ、代わってフランスの植民地軍の手に渡ったとの説もあり、実際には届いたものが未着と誤解されたのか、あるいは植民地軍が使用したUE2ベースのものは中国からの追加発注分だったのか、明確ではない。
自由フランス軍が、ルノーUEの車体後部に「SA34 オチキス25mm対戦車砲」を搭載している。
1943年5月よりイギリスで、戦力不足に悩む自由フランス軍が、「ルノー UE2」にイギリス製の「50口径 6ポンド（57mm）対戦車砲 Mk.IV」を搭載した対戦車自走砲「ルノー UE 57」を試作している。牽引式の対戦車砲と比較して利点が無かったためか、試作1両のみで量産はされなかった。要員は車長、操縦手、砲手、装填手の4名。車体後部両脇に弾薬箱を設置している。重量2.79トン。

## フランス以外の使用国

### ドイツ
フランス戦の結果、ドイツは約3000両に及ぶルノーUE、UE2を入手した。AMX工場でのオーバーホールの後、ドイツ軍はこれを、Infanterie Schlepper UE 630(f)（歩兵用牽引車 UE630、フランス製）の名称で、さまざまな目的で使用した。ドイツ軍はUEの再生産さえ検討したが、生産設備がすでに他の目的に変更されていたことと、資材の優先度の問題から、計画は放棄された。

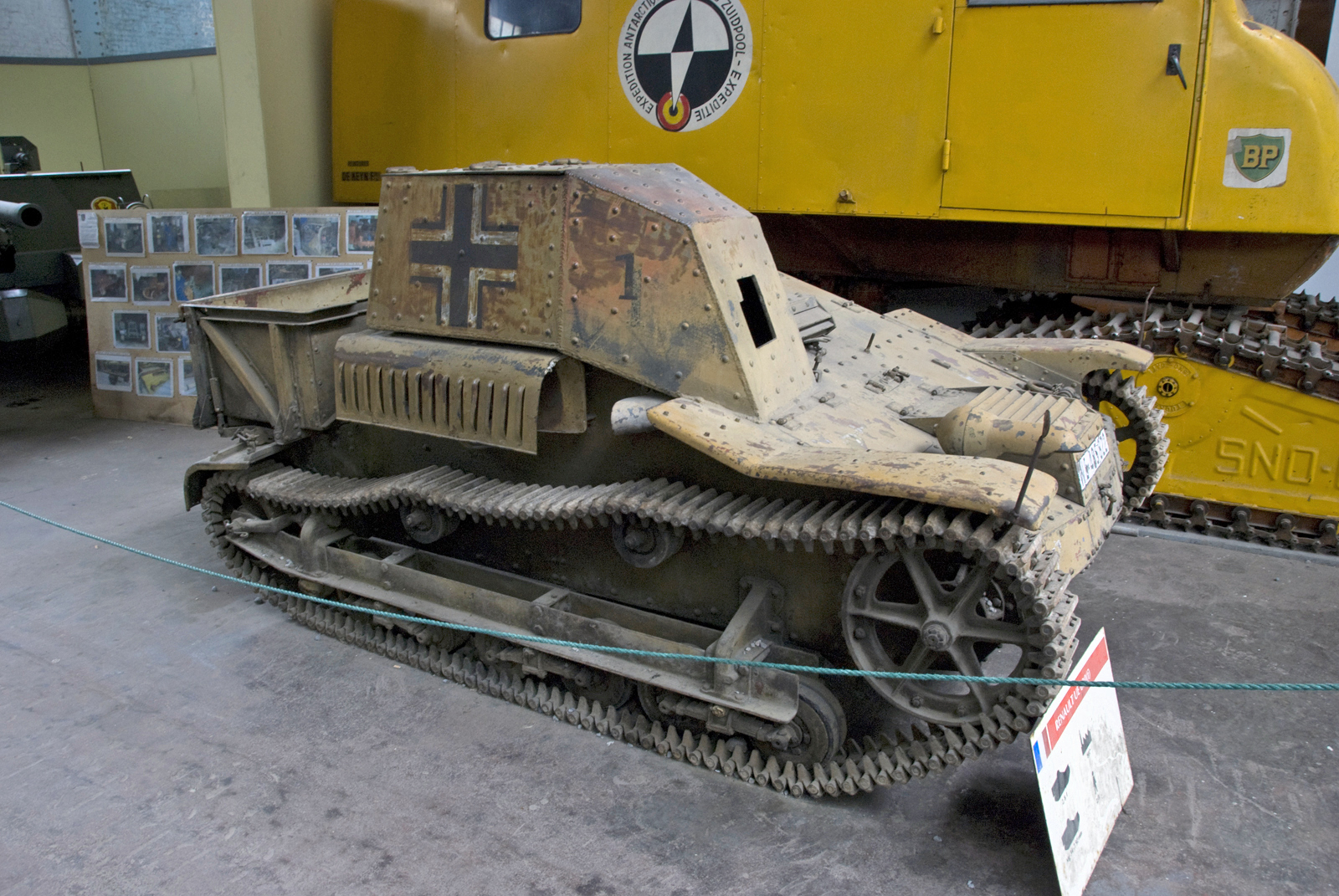
ドイツ軍で改造・運用された装甲銃座増設型

戦場で弾薬運搬、小口径砲の牽引など、UE本来の用途で用いたのはもちろん、空軍は飛行場で機体や爆弾トレーラー等の牽引に用いた。
また一部は右席や後部に銃座付き戦闘室を増設、MG15やMG34を搭載して、戦線後方の警備用や飛行場警備用に用いた。対戦車訓練用に木製の戦車のハリボテを乗せた例、「（SA34） 2.5cm Pak 112(f)」や「3.7 cm PaK 36」などを載せ、簡易自走砲とした例なども確認できる。
1943年には、フランス駐留部隊向けに、ロケット弾発射架を取り付けた車輌も多数作られた。発射架はSd.Kfz.251同様にフレームを差し渡して車体両側に2つずつ装着する方式と、車体後部に4連で装備する方式との2種があった。。

### ルーマニア
ルーマニアはライセンス生産権を得て、1939年からルノーUE2を、Malaxa tip UEの名で生産、使用した。本来は300両を生産する予定であったが、フランスの陥落により、ルノーから調達していた部品が入手できなくなったため、1941年にかけて完成したのは126両に留まった。ルーマニアでは機械化部隊の補給用のほか、シュナイダー47mm対戦車砲等の牽引に用いられた。
ソ連への侵攻後、ルーマニア軍のUEは大きな損害を蒙り、残存車輌はデポに引き上げられた。33両は訓練所に送られ、17両は工場に戻された、1944年、工場にあった車輌はドイツの5 cm PaK 38を牽引できるよう改装され、モルダヴィア方面の戦線に投入された。

### シリア
中東戦争当時、シリア軍が少数のルノーUEを保有しており、イスラエル軍との戦いで使用された。

## 登場作品

### ゲーム
『World of Tanks』
対戦車砲搭載型が フランス駆逐戦車Renault UE 57として開発可能。